# Dioscoreales
Dioscoreales је ред монокотиледоних биљака. Обухвата 3 фамилије са око 55 родова и 850 врста, од којих је најзначајнији јам. Ред је сродан реду Pandanales.

## Опис
Ред Dioscoreales обухвата лијане, пењачице и зељасте биљке. Заједничке особине свих врста овог реда су ризоми, изражене жлездасте длаке и присуство кристала калцијум оксалата. Листови поседују изразиту лисну дршку и мрежасту нерватуру. Цветови су актиноморфни и могу бити једнополни или хермафродитни, а биљке моно- или диецке.